# AAPE BY A BATHING APE

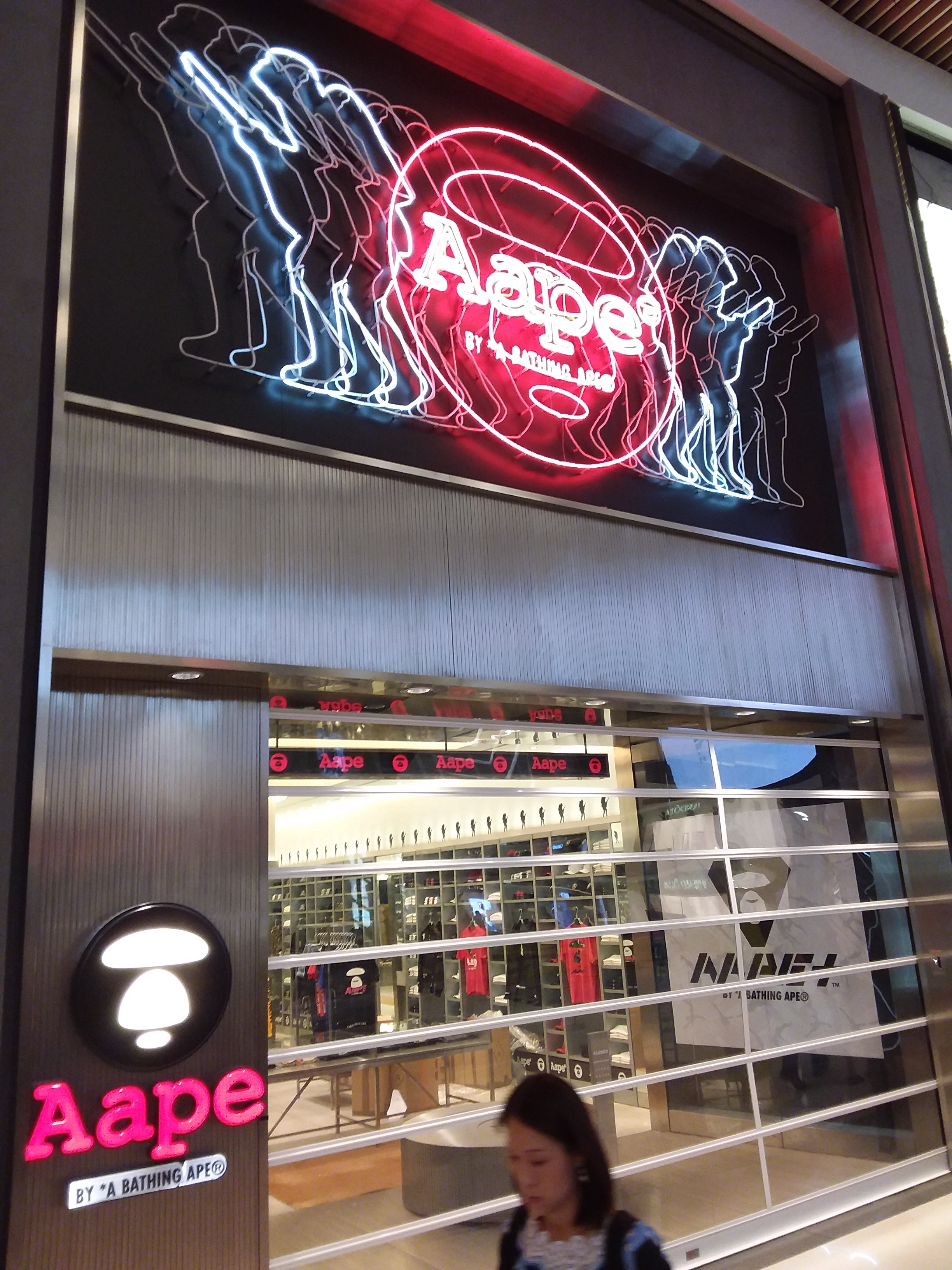
元朗区にあるAAPEのショップ

AAPE BY A BATHING APE（エーエイプ・バイ・ア・ベイシング・エイプ）は、2012年より株式会社ノーウェアが展開する「A BATHING APE（ア・ベイシング・エイプ）」のヤングラインとしてスタートしたブランドである。
10代 - 20代をターゲットにしており、比較的低価格なアイテムが特徴。

## 店舗
現在の資本先である香港および深圳市、北京市、上海市、マカオなど中華人民共和国全域に店舗があり、日本では創業者NIGOが拠点としていた「裏原宿」に1号店「AAPE STORE HARAJUKU」、その後渋谷区に2号店「AAPE STORE SHIBUYA」がオープンした。
その他、台湾、シンガポール、大韓民国、アメリカ合衆国(ロサンゼルス)、イギリス、フランス、オランダ、アラブ首長国連邦に店舗がある。

## トレードマーク
ブランドのトレードマークはAPE、即ち猿を円形にデザインしたムーンフェイスと呼ばれるグラフィック。